# آرمین جردن
آرمین جردن (زاده ۹ آوریل ۱۹۳۲-در گذشته ۲۰ سپتامبر ۲۰۰۶)، رهبر ارکستر سوئیسی مشهور جهان است که به اجرای آهنگ‌های کلاسیک فرانسوی، آثار موتسارت و واگنر شهرت داشت. وی در لوسرن سوئیس به دنیا آمد و در شهر زوریخ درگذشت.